# اچ‌ام‌اس آر۶
اچ‌ام‌اس آر۶ (به انگلیسی: HMS R6) یک زیردریایی بود که طول آن ۱۶۳ فوت (۵۰ متر) بود. این زیردریایی در سال ۱۹۱۸ ساخته شد.